# Dél-Békés
Dél-Békés egy politikai-kulturális, illetve földrajzi térség Békés vármegye déli részén, mely az Orosházi és Mezőkovácsházi járásokat, öleli fel. A régió népessége 2014-ben 92 053 fő, területe 1598,67 négyzetkilométer, népsűrűsége ezek alapján 57,6 fő/nkm. A régió legjelentősebb városai Orosháza (28 000 fő) és Mezőkovácsháza (6 300 fő). Északról a Békéscsabai járással és a Szarvasi járással, északkeletről a Gyulai járással, keletről és délkeletről Arad megyével határos.

## Fekvés és földrajz
Dél-Békés nevéből adódóan is Békés vármegye déli részén található. Északról a Békéscsabai járással és a Szarvasi járással, északkeletről a Gyulai járással, keletről és délkeletről Arad megyével határos.

## Politikai élete
Dél-Békés képviselője az Országgyűlésben: Erdős Norbert (Fidesz–KDNP). A dél-békési választókerület székhelye Orosháza. 1990 és 2014 között Dél-Békés kettő választókerületet alkotott, az Orosházit és a Mezőkovácsházit. A két választókerület 2011-ben egyesült, azonban Szabadkígyós és Újkígyós, a mezőkovácsházi választókerület kettő legészakibb települése a Békéscsabai választókerülethez került. A mezőkovácsházi választókerület Orosházához csatolását a mezőkovácsháziak egyfajta "gyarmatosításként" élték meg, még ma is sokan vannak a Mezőkovácsházi járásban, akik támogatják a 386 tagú parlament, a 176 országgyűlési egyéni választókerület visszaállítását, hogy Mezőkovácsházának és környékének saját képviselője is legyen a parlamentben.

### Közigazgatási beosztása
Dél-Békés területe kettő járásra oszlik:
| Járás neve           | Területe | Népessége | Népsűrűsége | Székhelye      | Települések száma | Ebből város |
| Orosházi járás       | 717,18   | 50 835    | 71          | Orosháza       | 8                 | 2           |
| Mezőkovácsházi járás | 881,49   | 38 276    | 43          | Mezőkovácsháza | 18                | 4           |
| Dél-Békés            | 1 598,67 | 92 053    | 57,6        | Orosháza       | 26                | 6           |

Dél-Békés önálló politikai egység is egyben, területe ugyanis megegyezik a Békés vármegyei 4. sz. országgyűlési egyéni választókerülettel, leszámítva azt, hogy a Gyulai járáshoz tartozó Lőkösháza már nem Dél-Békéshez, hanem a Gyula vonzáskörzetével megegyező Kelet-Békéshez tartozik.

## Népessége
A régió népessége 2014-ben 92 053 fő, területe 1598,67 négyzetkilométer, népsűrűsége ezek alapján 57,6 fő/nkm. A régió legjelentősebb városai Orosháza (28 000 fő) és Mezőkovácsháza (6 300 fő)
| Település neve | Jogállása           | Népesség | Területe | Járás                 |
| -------------- | ------------------- | -------- | -------- | --------------------- |
| Orosháza       | járásszékhely város | 28 910   | 202,22   | Orosházi járás        |
| Mezőkovácsháza | járásszékhely város | 6049     | 62,59    | Mezőkovácsházai járás |
| Tótkomlós      | város               | 5 780    | 125,05   | Orosházi járás        |
| Battonya       | város               | 5 565    | 145,71   | Mezőkovácsházai járás |
| Nagyszénás     | nagyközség          | 5070     | 95.56    | Orosházi járás        |
| Mezőhegyes     | város               | 4 994    | 155,44   | Mezőkovácsházai járás |
| Medgyesegyháza | város               | 3 691    | 64.29    | Mezőkovácsházai járás |
| Gádoros        | nagyközség          | 3 555    | 38.13    | Orosházi járás        |
| Csanádapáca    | község              | 2617     | 51.30    | Orosházi járás        |
| Kunágota       | nagyközség          | 2559     | 63.96    | Mezőkovácsházai járás |